# 溫代雷鄉
46°09′N 27°48′E / 46.150°N 27.800°E
溫代雷鄉（羅馬尼亞語：Comuna Vinderei, Vaslui），是羅馬尼亞的鄉份，位於該國東北部，由瓦斯盧伊縣負責管轄，面積75平方公里，海拔高度227米，2007年人口4,648，人口密度每平方公里62人。